# Thermosbaena mirabilis
Thermosbaena mirabilis är en kräftdjursart som beskrevs av Théodore Monod 1924. Thermosbaena mirabilis ingår i släktet Thermosbaena och familjen Thermosbaenidae. Inga underarter finns listade i Catalogue of Life.

## Bildgalleri

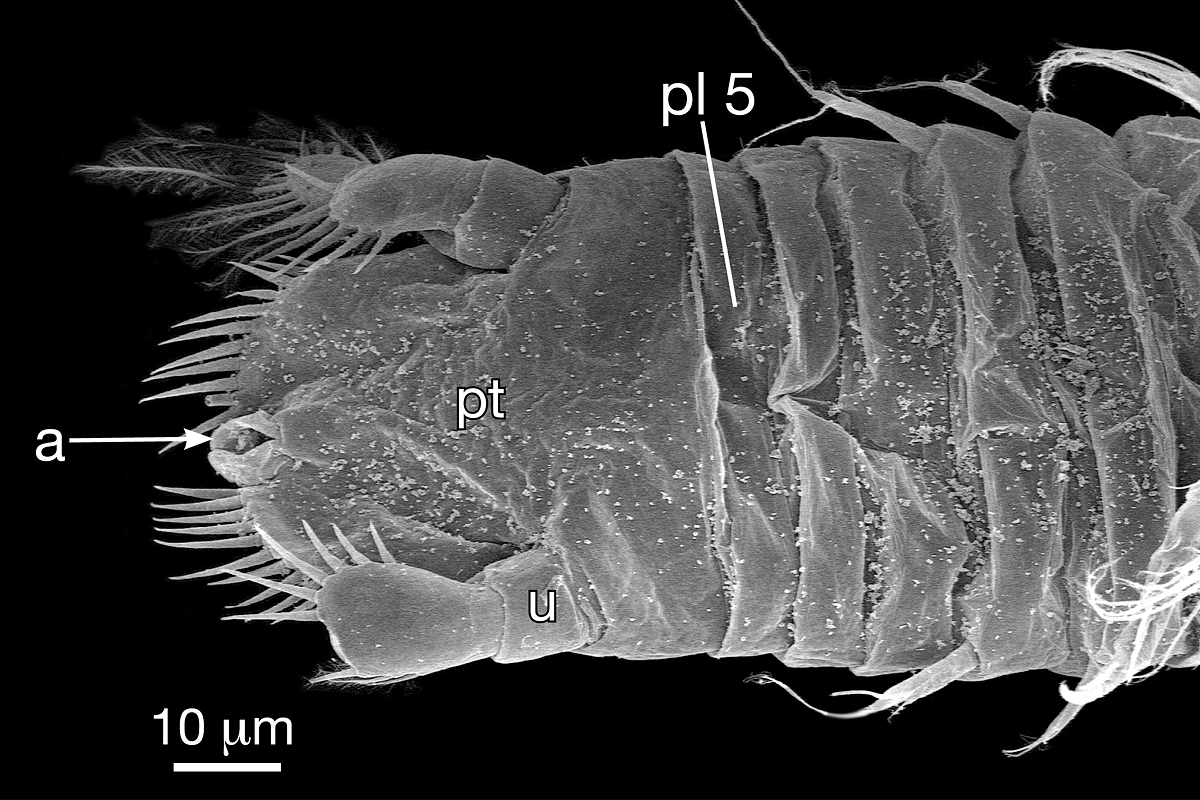